# Ibelin Balduin
Ibelin Balduin avagy II. Ramlai Balduin (1130-as évek eleje – 1187 vagy 1186/1188) a jeruzsálemi keresztény királyság jelentős alakja, 1169-től 1186-ig Ramla ura. Az Ibelin nemzetség tagja, Ibelin Bariszan második fia, Ibelin Hugó öccse, Ibelin Balian bátyja. 1148-ban jelenik meg először a feljegyzésekben mint oklevelek tanúsítója.

## Életútja
1156-ban egyes utalások szerint meg akarta öletni Ahmád b. Muhammad b. Kudáma neves hanbalita prédikátort, aki egyre nagyobb befolyásra tett szert a térségben, de a prédikátort idejében figyelmeztették a veszélyre, s több hanbalitával együtt Damaszkuszba menekült.
Bátyja (Courtenay Ágnes harmadik férje), Hugó halálával 1169-ben megörökölte Ibelin várát, ő azonban Mirabel és Ramla ura maradván, Ibelint továbbadta öccsének, Baliannak. Balduin mutatta be az udvarnál a Lusignan-családot, Lusignan Imre személyében, aki a lányát, Eschivát vette feleségül. Balduin és Balian Tripoliszi Rajmund oldalán állt Plancyi Miles ellenében, amikor a kiskorú IV. Balduin király mellé régenst kellett választani. Mindkét testvér részt vett az 1174-es montgisard-i csatában, ahol a tizenhat éves IV. Balduin fényes győzelmet aratott Szaladin serege felett.
Második felesége, Izabella halála után Ibelin Balduin egyesek szerint már 1177-ben feleségül akarta venni a megözvegyült Szibilla királynőt, s ebben Tripoliszi Rajmund is támogatta volna. (Öccse, Balian abban az évben vette nőül Komnéna Mária özvegy királynét.) Ernoul krónikás, Balian apródja, Türoszi Vilmos művének folytatója szerint Balduin és Szibilla szerelmes volt egymásba, Balduin fogsága idején több levelet is váltottak, de erre más bizonyíték nincs (habár Runciman hajlamos hinni neki), és a házasság sem jött létre.
Balduin a templomosok nagymesterével és Tripoliszi Rajmund fogadott fiával, Tibériási Hugóval együtt fogságba esett az 1179-es Mardzs Ajjún-i csatában, amelyben Szaladin vereséget mért IV. Balduin seregére. I. Manuél bizánci császár váltotta ki, akihez 1180-ban el is látogatott. A császár Türoszi Vilmos szerint leültette egy székre, s a feje búbjáig beborította aranypénzekkel, hogy mutassa, mennyit fizetett érte. Éppen akkor ért vissza Jeruzsálembe, amikor Szibilla öccse, IV. Balduin kívánságára feleségül ment Lusignan Guidóhoz, annak a Lusignan Imrének az öccséhez, akit annak idején maga Balduin vezetett be az udvari körökbe. Három évvel később IV. Balduin féltestvérét, Komnéna Mária lányát, Ibelin Balian fogadott lányát, Izabella hercegnőt hozzáadta IV. Toroni Henfridhez, akinek azonban cserébe le kellett mondania toroni váráról, így átmenetileg egymás után kétszer is csökkent az Ibelinek befolyása.
1183-ban IV. Balduin már annyira beteg volt, hogy társkirállyá koronáztatta hatéves unokaöccsét, Szibilla előző házasságából származó fiát, V. Balduint. Az országbárók, köztük az Ibelin testvérek javaslatára tette ezt, akik így akarták megakadályozni, hogy Guidóból uralkodó lehessen. IV. Balduin 1185-ben, a gyermek király V. Balduin 1186-ban halt meg, és a hatalmi játszma végeredményeként mégis Szibilla lett az uralkodó, férjével együtt. Az Ibelinek és Tripoliszi Rajmund ugyan megpróbálták Izabellát és férjét ültetni a trónra, de Henfrid ellenállásán tervük megbukott. Ibelin Balduin nem fogadott hűséget az új uralkodópárnak, kiskorú fiát, Tamást Balianra bízta, és önkéntes száműzetésbe vonult az Antiochiai Fejedelemségben, ahol III. Bohemund nagy csinnadrattával fogadta. Nem is tért vissza a Jeruzsálemi Királyságba, nem volt hajlandó Guidó oldalán harcolni Szaladin ellen. Nem tudni, hogy megérte-e a hattíni csatát, a keresztes állam addigi legnagyobb vereségét, de a legvalószínűbb, hogy annak évében, 1187-ben, esetleg 1188-ban halt meg.

## Családja
Ibelin Balduin háromszor nősült. Feleségei és gyermekei:
1. Bejszáni Richilda, 1157-től (vagy még előbb), 1174 előtt elváltak.
- Ibelin Eschiva (1160–1196), 1175-ben hozzáment Lusignan Imréhez, így I. Hugó ciprusi király anyja lett. (Halála után Imre feleségül vette Izabella királynét, Balian fogadott lányát, Eschiva mostoha-unokatestvérét, tehát öccse után ő is Jeruzsálem királyává válhatott.)
- Ibelin Stefánia, 1175 körül hozzáment Amalrikhoz, Náblusz vikomtjához.

2. Gothman Izabella vagy Erzsébet, 1175-től, a következő évben meghalt; Balduin e házasság révén II. Caesareai Valter mostohaapja lett.
- Ibelin Tamás (1175 vagy 1176 – 1188), Ramla ura, gyermektelenül halt meg.[* 1]

3. Tripoliszi Mária, Renier tripoliszi főhadparancsnok lánya, 1180 utántól, gyermekeik nem születtek.
Volt még egy nevezetes Balduin, unokaöccsének, Jánosnak a fia.

## Fordítás
- Ez a szócikk részben vagy egészben  a   Baldwin of Ibelin című angol Wikipédia-szócikk ezen változatának fordításán alapul.  Az eredeti cikk szerkesztőit annak laptörténete sorolja fel. Ez a jelzés csupán a megfogalmazás eredetét és a szerzői jogokat jelzi, nem szolgál a cikkben szereplő információk forrásmegjelöléseként.